# Medaglia al coraggio
La medaglia al coraggio è un premio statale del Kazakistan.

## Storia
La medaglia è stata istituita il 12 dicembre 1995.

## Assegnazione
La medaglia viene assegnata a cittadini per coraggio e altruismo:
- in situazioni estreme legate alla salvaguardia della vita umana (l'acqua, il fuoco, catastrofi naturali);
- nella lotta contro la criminalità.

## Insegne
- Il  nastro è azzurro con due sottili strisce rosse.